# Juan de Dios Filiberto
(Juan de Dios Filiberto)
Juan de Dios Filiberto, all'anagrafe Óscar Juan de Dios Filiberti Rubaglio (Buenos Aires, 8 marzo 1885 – Buenos Aires, 11 novembre 1964), è stato un compositore, direttore d'orchestra, violinista, pianista, chitarrista e poeta argentino di origine italiana, considerato il massimo autore di canzoni popolari argentine, in particolare del genere tango.

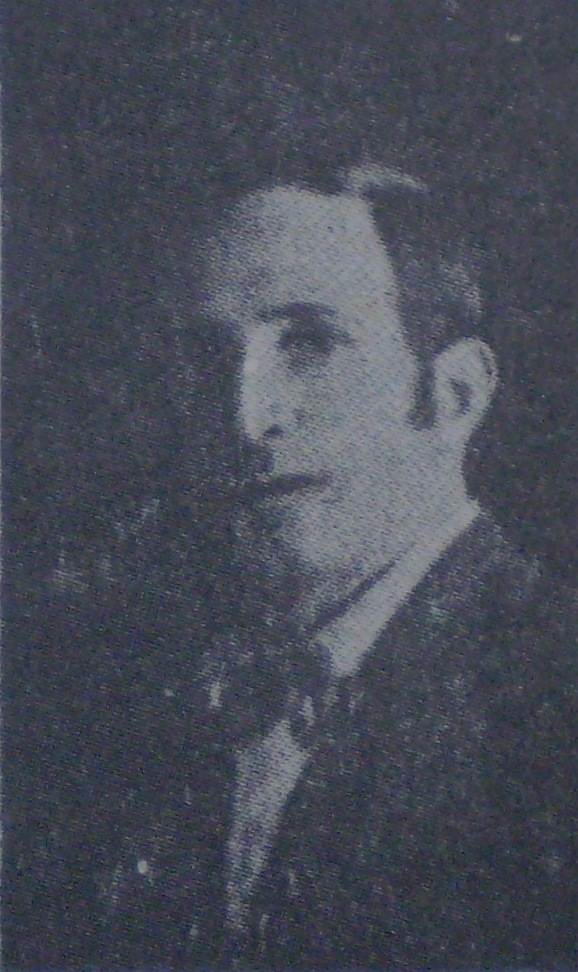
Juan de Dios Filiberto (1885-1964)

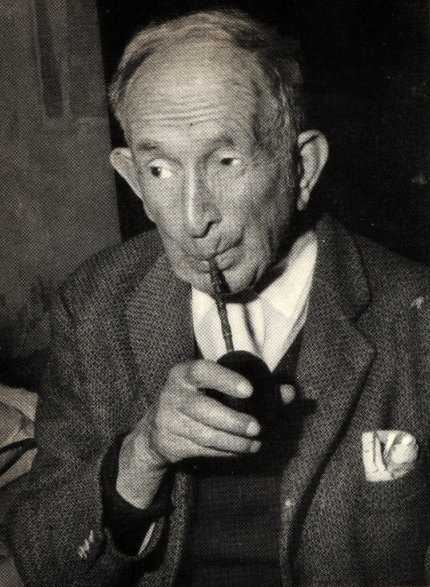
Juan de Dios Filiberto nel 1964

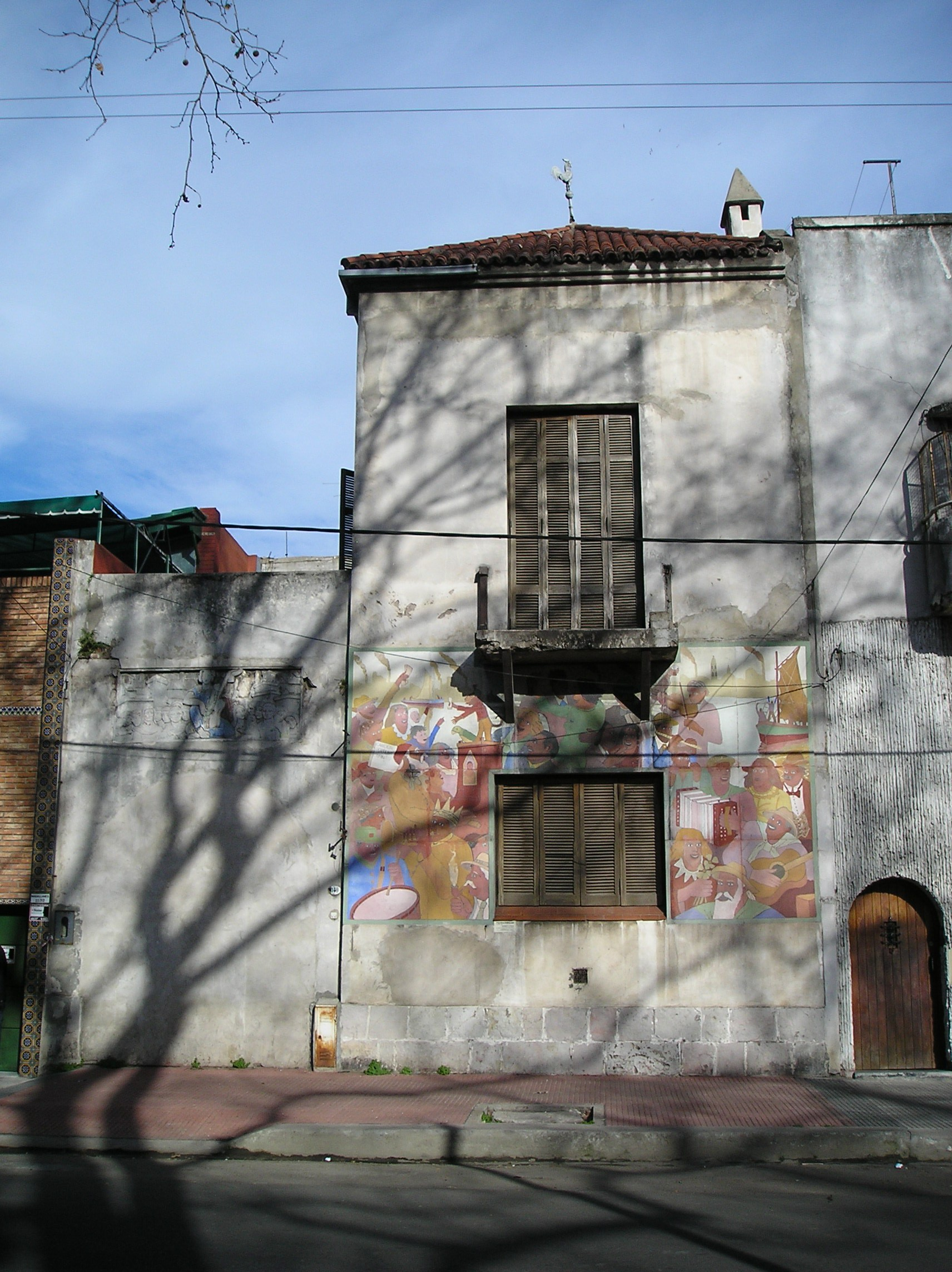
La casa di Juan de Dios Filiberto

La sua musica è definita música porteña. Tra i suoi brani più famosi, ricordiamo: Caminito, El pañuelito, Malevaje, Cuando llora la milonga, Quejas de bandoneón, ecc.
Soprannominato il "Mozart de La Boca", è stato eletto dal suo quartiere natio come suo "figlio prediletto".

## Biografia
Óscar Juan de Dios Filiberti Rubaglio era nato a Buenos Aires, nel quartiere de La Boca, al nr. 200 di via Necochea, l'8 marzo 1885, primo degli otto figli di una coppia di italo-argentini, Juan Filiberti e Josefa Rubaglio.
Fa la sua prima "conoscenza" con la musica e con il tango in modo particolare all'età di 6 anni, quando va a vedere assieme a suo padre uno spettacolo a Lobos, nel locale "Estrella", di proprietà dello zio.
Da giovane, per aiutare economicamente la propria famiglia, lavora come lustrascarpe, panettiere, fattorino, muratore, tornitore e - a partire dal 1910 - come scaricatore di porto presso i cantieri navali "Mihanovich" a La Boca.

Contemporaneamente, si dedica al suo hobby preferito, la musica, suonando la chitarra e l'armonium.
All'età di 24 anni, prende lezioni di solfeggio da Héctor Polzinetti, un carpentiere del cantiere navale "Mihanovich"

Inizia quindi a prendere delle vere e proprie lezioni di musica intorno ai 30 anni, presso i maestri Celestino Piaggio e César Stiatessi..

Studia quindi con il Prof. Torcuato Rodríguez Castro e, al conservatorio, con il maestro Alberto Williams.
Compone il suo primo tango, intitolato Gaymallén e dedicato a un gruppo di amici, nel 1915.

Seguiranno tanghi di minore successo come Se recomienda solo, De mi tierra, La vengadora, De mil amores, El último mate, Cura Segura, ¡Que me la traigan!, El Musicante, Suelo Argentino e Saturnia.
Agli inizi degli anni venti, compone le musiche di El besito,  La porteñita,  Clavel del aire e, soprattutto, del celebre tango Caminito.

Ad ispirare i testi della canzone Caminito a Gabino Coria Peñaloza era stata una viuzza (in spagnolo: caminito) chiamata "Caminito de Olta", nell'attuale dipartimento del General Belgrano della provincia di La Rioja, parte di un vecchio sentiero rurale che portava dalla città alla vicina città di Loma Blanca. La musica invece era ispirata al "Caminito" del quartiere La Boca di Buenos Aires, percorsa abitualmente in gioventù da Juan de Dios Filiberto. La strada fu ribattezzata e ridisegnata come l'attuale Caminito per motivi turistici, nel 1950, divenendo una via-museo (l'unica dell'Argentina) acquisendo il nome del brano.  È considerato il terzo tango più famoso al mondo, dopo "La cumparsita" ed "El choclo". 
In seguito, forma la sua prima orchestra, la Orquesta típica o Orquesta Porteña", con cui debutta al "Café Toriani".
Nel 1933, partecipa insieme alla sua orchestra al film "Tango", diretto da Carlos de la Púa e Luis Moglia Barth.,
Sempre agli inizi degli anni trenta, partecipa alle lotte sindacali del suo quartiere, unendosi ad alcuni gruppi vicini all'anarchia e legati in particolar modo alla figura di Bonifacio Palacios detto "Almafuerte".
Nel 1938, diventa direttore dell'Orquesta Popular de Arte Folklórico e nel 1948 dell'Orquesta de Música Popular.
Juan de Dios Filiberto muore a Buenos Aires l'11 novembre 1964, all'età di 79 anni.

Durante i suoi funerali, il 12 novembre 1964, il feretro viene condotto lungo le vie de La Boca (tra cui la via-museo Caminito) dai pompieri del quartiere.. Le immagini delle esequie del compositore vengono diffuse in tutto il mondo.

## Omaggi postumi
A dieci anni di distanza dalla morte del compositore, viene fondata in suo onore la Orquesta Nacional de Música Argentina Juan de Dios Filiberto.

## Composizioni (Lista parziale)[8]

### Brani musicali
- Guaymallén (1915)
- Quejas de bandoneón (1918)
- El pañuelito (1920), con Gabino Coria Peñaloza
- La cartita (1921), con Gabino Coria Peñaloza
- El último mate (1922), con L. Teisseire
- El ramito (1923), con Gabino Coria Peñaloza
- La tacuarita (1923), zamba, con Gabino Coria Peñaloza
- El besito (1923), con Gabino Coria Peñaloza
- Mentías (1923), con M. A. Caminos
- La vuelta de Rocha (1924), con Gabino Coria Peñaloza
- Chúcaro (1924), gato, con J. S. Reeves
- Ay zamba (1924), zamba
- Langosta (1925), con Juan A. Bruno
- Amor (1925), con Juan A. Bruno
- Yo te bendigo (1925), con Juan A. Bruno
- Amigazo (1925), con J. M. Velich e F. Brancatti
- Caminito (1926), con Gabino Coria Peñaloza
- Compañero (1926), con E. P. Maroni
- Ladrillo (1926), con J. A. Caruzo
- Cuando llora la milonga (1927), con L. Mario (María L. Carnelli)
- Comadre (1927), con Celedonio Flores
- Malevaje (1928), con Enrique Santos Discépolo
- Clavel del aire (1930), con F. Silva Valdéz
- Linyera (1931), con L. Mario (María L. Carnelli)
- Botines viejos (1932), con Ángel Vacarezza
- Nahuel (1940), con A. Moresino
- La canción (1959), con L. Bayardo
- Mi credo (1959), con J. A. Rosa

### Opere sinfoniche
- Rondino
- Religión
- Impresiones porteñas
- Leyendas de la pampa
- Interludio
- Preludio sinfónico
- Sinfonía de arrabal
- La procesión de la milonga